# Gwen Lee

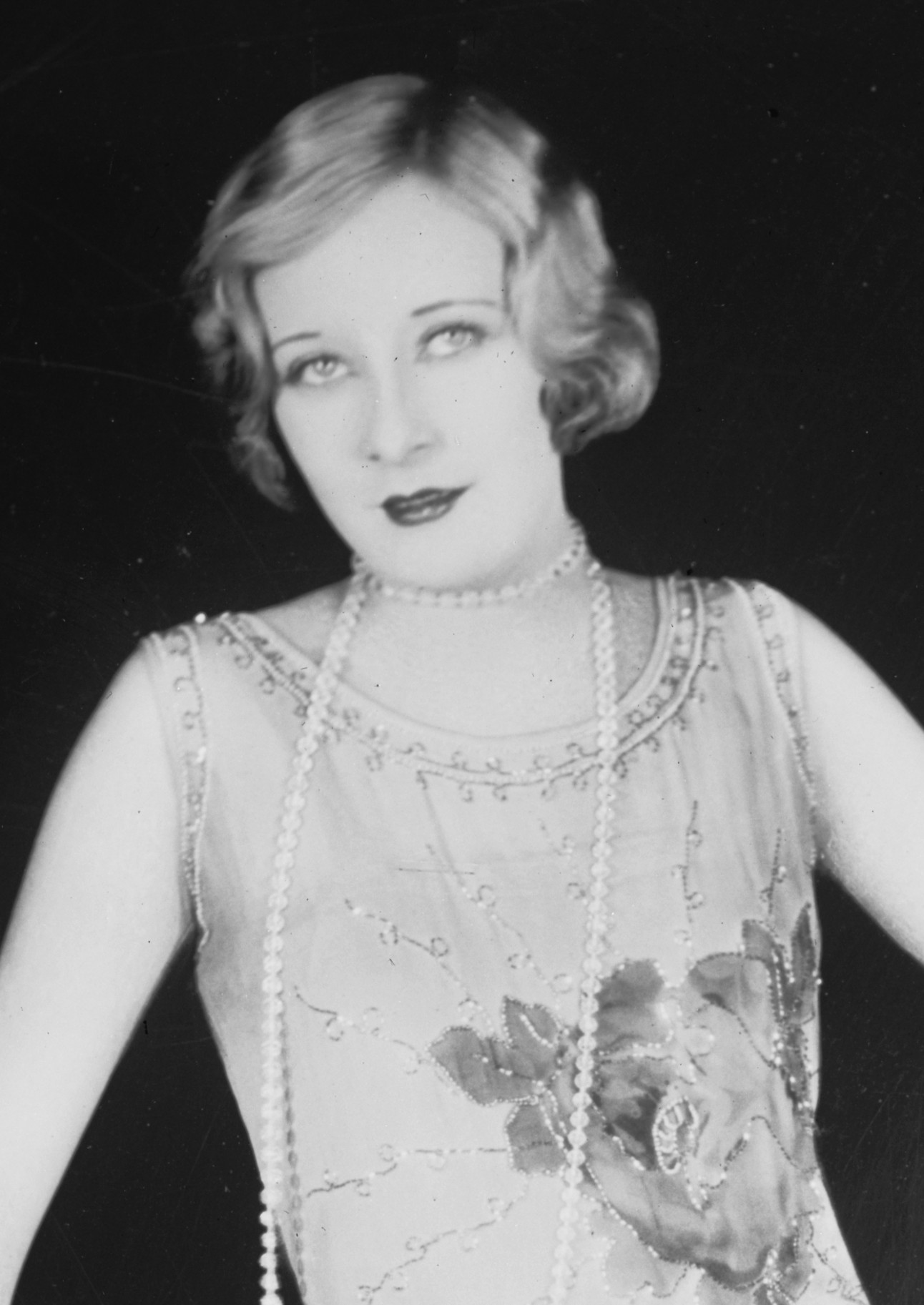
Gwen Lee (1927)

Gwen Lee (* 12. November 1904 in Hastings, Nebraska als Gwendolyn Lepinksi; † 20. August 1961 in Reno, Nevada) war eine US-amerikanische Schauspielerin. Ihre Laufbahn währte von 1925 bis 1938 und umfasst mehr als 60 Filme.

## Leben
Gwen Lee wurde als Tochter von Mriette und Frank B. Lepinski geboren. Sie begann ihre Laufbahn als Model in einem Kaufhaus, wo sie der Produzent Monta Bell entdeckte. Nach einem erfolgreichen Debüt als Theaterschauspielerin nahm sie 1925 Metro-Goldwyn-Mayer unter Vertrag und erhielt noch im selben Jahr ihre erste Rolle im Stummfilmdrama Lady of the Night. In den meisten ihrer frühen Filme übernahm Lee nur kleine Rollen, die oftmals nicht im Abspann genannt wurden.
1928 wurde Lee zu einem der WAMPAS Baby Stars gewählt, denen man eine große Filmkarriere vorhersagte. Im selben Jahr war sie als Lucretia im Drama Lach, Clown, lach zu sehen. Es folgten weitere bedeutende Produktionen, darunter insgesamt neunmal an der Seite von Joan Crawford. Anders als vielen anderen Stummfilmdarstellern gelang Lee ein Übergang zum Tonfilm. So spielte Lee 1930 eine größere Nebenrolle als Bessie im frühen Musikdrama Lord Byron of Broadway. Trotz vereinzelter Hauptrollen blieben die meisten ihrer Filmauftritte jedoch klein. Gegen Ende der 1930er-Jahre spielte Lee ausschließlich Nebenrollen, ehe sie sich 1938 ganz vom Filmgeschäft zurückzog.
Im März 1932 beantragte Gwen Lees Mutter Mriette Lepinski Vormundschaft, da ihre Tochter ihrer Meinung nach nicht mit Geld umgehen könne und daher hohe Schulden hätte. Im April desselben Jahres ließ Lepinski die Klage wieder fallen, nachdem sich die Situation ihrer Tochter laut eigener Aussage wieder verbesserte. 1943 heiratete Lee George Mence junior und lebte fortan in Reno, wo sie am 20. August 1961 im Alter von 56 Jahren starb. Eine Todesursache wurde nicht bekannt gegeben.

## Filmografie (Auswahl)
- 1925: Lady of the Night
- 1925: Pretty Ladies
- 1925: His Secretary
- 1925: The Plastic Age
- 1926: Time Flies (Kurzfilm)
- 1926:  The Boy Friend
- 1926:The Lone Wolf Returns
- 1926: Die große Nummer (Upstage)
- 1926: There You Are!
- 1927: Women Love Diamonds
- 1927: Heaven on Earth
- 1927: Fräulein – Bitte Anschluss! (Orchids and Ermine)
- 1927: Twelve Miles Out
- 1927: Adam and Evil
- 1927: After Midnight
- 1927: Her Wild Oat
- 1928: Sharp Shooters
- 1928: Lach, Clown, lach (Laugh, Clown, Laugh)
- 1928: Die Komödiantin (The Actress)
- 1928: Diamond Handcuffs
- 1928: Thief in the Dark
- 1928: Show Girl
- 1928: The Baby Cyclone
- 1928: A Lady of Chance
- 1929: Lucky Boy
- 1929: The Duke Steps Out
- 1929: Landung im Paradies (The Man and the Moment)
- 1928: Fast Company
- 1929: Untamed
- 1929: The Hollywood Revue of 1929
- 1930: Venus auf Reisen (Chasing Rainbows)
- 1930: Lord Byron of Broadway
- 1930: Buster rutscht ins Filmland (Free and Easy)
- 1930: Caught Short
- 1930: Our Blushing Brides
- 1930: Extravagance
- 1930: Paid
- 1931: Yvonne (Inspiration)
- 1931: The Lawless Woman
- 1931: Traveling Husbands
- 1931: The Galloping Ghost
- 1931: Julius Sizzer (Kurzfilm)
- 1931: The Pagan Lady
- 1931: West of Broadway
- 1932: Alias Mary Smith
- 1932: Midnight Morals
- 1932: Broadway to Cheyenne
- 1932: Boy Oh Boy! (Kurzfilm)
- 1933: The Intruder
- 1933: Song of the Eagle
- 1933: Corruption
- 1933: Meet the Baron
- 1934: City Park
- 1935: Twenty Dollars a Week
- 1935: Skandal in der Oper (A Night at the Opera)
- 1936: One in a Million
- 1936: Der große Ziegfeld (The Great Ziegfeld)
- 1936: Absolute Quiet
- 1936: How to Behave (Kurzfilm)
- 1936: Blinde Wut (Fury)
- 1936: Lustige Sünder (Libeled Lady)
- 1937: My Dear Miss Aldrich
- 1937: Give Till It Hurts (Kurzfilm)
- 1937: Doppelhochzeit (Double Wedding)
- 1937: A Night at the Movies (Kurzfilm)
- 1937: Candid Cameramaniacs (Kurzfilm)
- 1938: Mannequin
- 1938: Man-Proof
- 1938: Paroled from the Big House